# Xpeng G6
La Xpeng G6 è una autovettura elettrica prodotta dalla casa automobilistica cinese Xpeng a partire dal 2023.

## Contesto

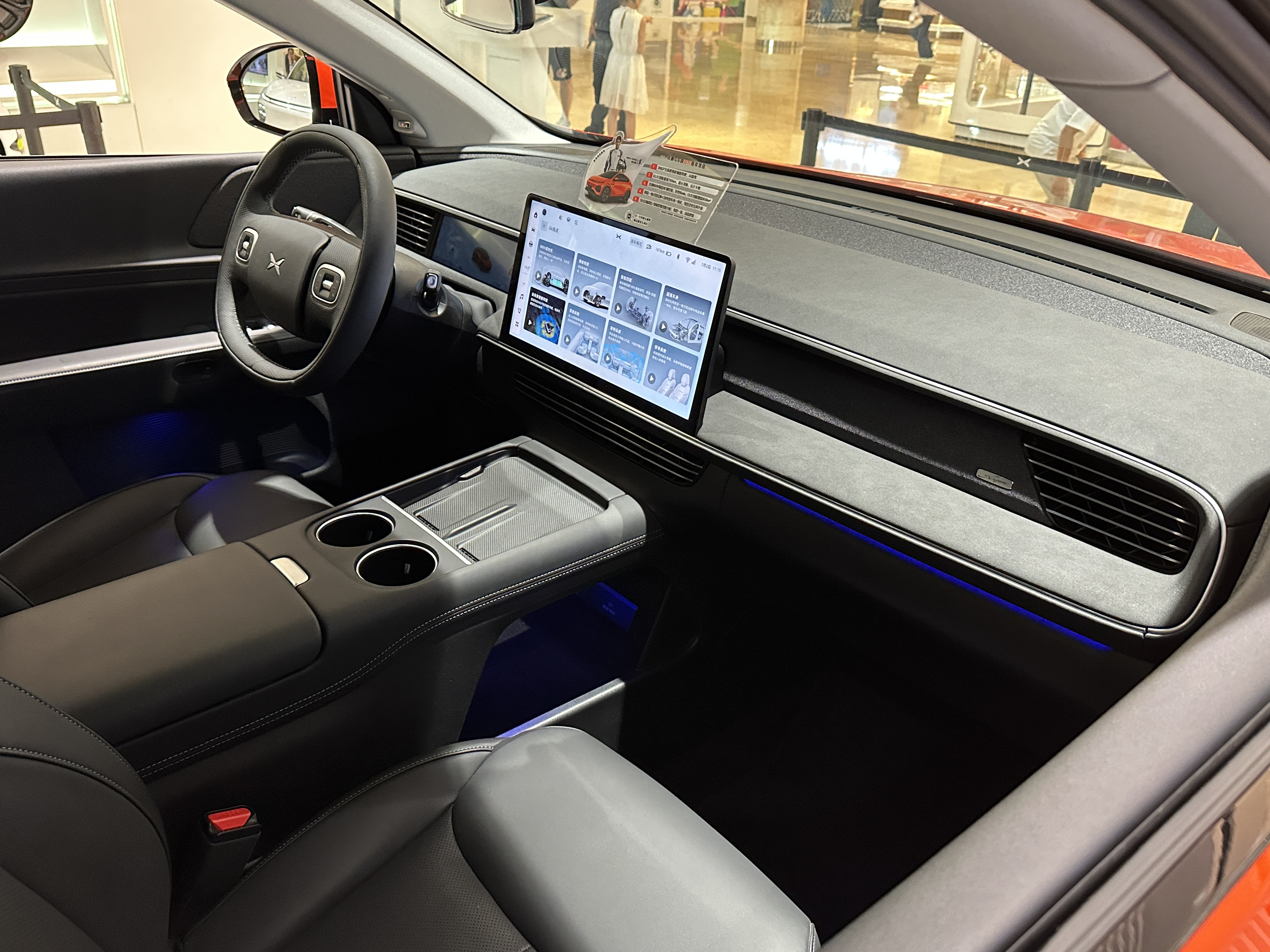
Interni

Il 18 aprile 2023 al salone di Shanghai ha avuto luogo la prima mondiale del quinto modello della Xpeng, la G6, un SUV che si posiziona tra la compatta G3i e l'ammiraglia G9. Il design veicolo è caratterizzato da una silhouette snella con fari sottili costituiti da due strisce di LED. Le consegne delle prime unità sono iniziate il 29 giugno 2023 in Cina.

## Specifiche
La G6 è un'auto elettrica disponibile in due varianti. Quella base è dotata di un motore che da 296 CV (221 kW) posto sull'asse posteriore, mentre l'allestimento superiore grazie a due motori e alla trazione integrale sviluppava 480 CV (360 kW). La batteria base ha una capacità di 66 kWh (240 MJ), mentre quella più grande è di 87,5 kWh (315 MJ).